# سنیک مکرتچیان
سنیک هوهانسی مکرتچیان (ارمنی: Սենիկ Հովհաննեսի Մկրտչյան؛  زادهٔ ۲ ژانویهٔ ۱۹۳۵ - درگذشته ۲۵ دسامبر ۲۰۱۲) دانشمند اهل ارمنستان بود.

## زندگی‌نامه
وی در ۲ ژانویهٔ ۱۹۳۵ در نور آرماویر به دنیا آمد و از دانشگاه دولتی ایروان (۱۹۵۷) فارغ‌التحصیل گشت. همچنین برندهٔ جوایزی همچون نشان آنانیا شیراکاتسی () شده است. وی در ۲۵ دسامبر ۲۰۱۲ در سن ۷۷ سالگی درگذشت.

## یادداشت
1. ↑  տեխնիկական գիտությունների դոկտոր